# جون بي. ستوكتون
جون بي. ستوكتون هو محامي ودبلوماسي وسياسي أمريكي، ولد في 2 أغسطس 1826 في برينستون في الولايات المتحدة، وتوفي في 22 يناير 1900 في نيويورك في الولايات المتحدة. نشط حزبياً في الحزب الديمقراطي.

## مناصب
- انتخب عضو مجلس الشيوخ الأمريكي [الإنجليزية]‏ عن دائرة New Jersey Class 1 senate seat ‏ وقد انضم خلال فترته النيابية [الإنجليزية]‏ (4 مارس 1873 – 4 مارس 1875) للكتلة البرلمانية الحزب الديمقراطي.
- انتخب عضو مجلس الشيوخ الأمريكي [الإنجليزية]‏ عن دائرة New Jersey Class 1 senate seat ‏ وقد انضم خلال فترته النيابية [الإنجليزية]‏ (4 مارس 1871 – 4 مارس 1873) للكتلة البرلمانية الحزب الديمقراطي.
- انتخب عضو مجلس الشيوخ الأمريكي [الإنجليزية]‏ عن دائرة New Jersey Class 1 senate seat ‏ وقد انضم خلال فترته النيابية [الإنجليزية]‏ (4 مارس 1869 – 4 مارس 1871) للكتلة البرلمانية الحزب الديمقراطي.
- انتخب عضو مجلس الشيوخ الأمريكي [الإنجليزية]‏ عن دائرة New Jersey Class 2 senate seat ‏ وقد انضم خلال فترته النيابية [الإنجليزية]‏ (15 مارس 1865 – 27 مارس 1866) للكتلة البرلمانية الحزب الديمقراطي.
- انتخب سفير.